# 司提反 (雅沃爾斯基)
司提反（俄语：Стефа́н Яво́рский，1658年－1722年12月8日［儒略曆11月27日］），俗名西蒙·伊萬諾維奇·雅沃爾斯基（俄语：Симеон Иванович Яворский），是俄羅斯帝國的一位總主教、政治家與至聖治理會議的第一任主席。

## 生平
1700年10月16日，莫斯科宗主教阿德里安去世。爲推行改革、控制教會，沙皇彼得一世禁止教會選出新的宗主教，並任命他改革的支持者、利亞贊與穆羅穆總主教司提反代理莫斯科宗主教。:230
代理莫斯科宗主教期間，司提反處理教會內各派系的鬥爭。最初，他支持彼得的改革，但當改革限制教會權利時，他開始反對改革。
1712年，司提反在一場講道中暗示、批評彼得的私生活。彼得發怒，禁止司提反公開講道，並禁止出版司提反的著作，包括司提反領導的對《聖經》譯本的更正，與關於教義、反對新教會的長篇論文《信仰之石》（英語：The Rock of Faith）。
1721年，彼得成立至聖治理會議，取消莫斯科宗主教座。司提反成爲會議的第一任主席，但彼得親密的合作者、副主席、總主教西奧反·普羅科坡維奇掌握權力。
司提反被懷疑參與一篇指控彼得爲敵基督的著作，被至聖治理會議與元老院的成員審問，可能將受懲罰。
1722年，司提反去世。西奧反接任主席。

## 註解
1. ↑  多數來源，包括蘇聯大百科全書，認爲司提反逝於1722年12月8日［儒略曆11月27日］，但更早的Brockhaus與Efron認爲是12月5日［儒略曆11月24日］。